# Sengkati Kecil
Sengkati Kecil is een bestuurslaag in het regentschap Batang Hari van de provincie Jambi, Indonesië. Sengkati Kecil telt 2347 inwoners (volkstelling 2010).